# Грозненський трамвай
Грозненський трамвай — ліквідована трамвайна мережа в місті Грозний (Джохар), Росія (Чечня 1991—1994). Діяв у 1932-1994.

## Історія
Трамвайна мережа в Грозному була введена в експлуатацію 5 листопада 1932 на маршруті довжиною 14 км разом з трамвайним депо № 1. У 1959-1960 була побудована лінія від площі Мінутка до вулиці Нові Алди. У 1973 році було відкрито депо № 2, на вул Індустріальній, що було розраховано на 100 вагонів. У 1979 році було прокладено лінію від вулиці Жуковського до Консервного заводу. Трамвайний рух остаточно було зупинено через руйнацію інфраструктури під час Першої Чеченської війни.

## Маршрути на кінець 1980-х
- № 1 — Трамвайный парк №1 — Консервный завод
- № 2 — Консервный завод — Посёлок Кирова
- № 3 — Черноречье — Дом культуры имени Ленина
- № 4 — Октябрьская площадь — Черноречье
- № 5 — 56-й участок — Пруд
- № 6 — Консервный завод — Дом культуры имени Ленина
- № 7 — Дом культуры имени Ленина — Черноречье
- № 8 — Октябрьская площадь — Пруд
- № А — Трамвайный парк № 1 — Партизанская улица

## Рухомий склад
У 1969 році, вперше було введено в експлуатацію міські трамваї типу КТМ-5. В результаті, поставок нового KTM-5 у 1971 році виведено з експлуатації трамваї КТМ / PGC-1. У 1975 році з експлуатації виведено останній трамвай КТМ/КТП-2. У 1980 році вийшов перший трамвай Tatra T3SU. У 1993 році в Грозному було 84 вагонів.

## Ресурси Інтернету
- Страница города на СТТС [Архівовано 25 листопада 2011 у Wayback Machine.]